# Liste der Stolpersteine in Hamburg-Sasel
Die Liste der Stolpersteine in Hamburg-Sasel enthält alle Stolpersteine, die im Rahmen des gleichnamigen Kunst-Projekts von Gunter Demnig in Hamburg-Sasel verlegt wurden. Mit ihnen soll Opfern des Nationalsozialismus gedacht werden, die in Hamburg-Sasel lebten und wirkten.
Diese Seite ist Teil der Liste der Stolpersteine in Hamburg, da diese mit insgesamt 7139 (Stand: März 2025) Steinen zu groß würde und deshalb je Stadtteil, in dem Steine verlegt wurden, eine eigene Seite angelegt wurde.
| Adresse               | Person(en)                   | Inschrift mit Ergänzungen | Bilder                                        | Anmerkung                            |
| --------------------- | ---------------------------- | --- | --------------------------------------------- | ------------------------------------ |
| Alter Berner Weg 71 · | Robert Zobel                 | Hier wohnte Robert Zobel Jg. 1905 im Widerstand/SPD verhaftet 12.5.1937 Gefängnis Fuhlsbüttel 1939 Zuchthaus 1943 Strafbataillon 999 Griechenland überlebt             | Stolperstein für Robert Zobel                 | Eintrag auf stolpersteine-hamburg.de |
| Brummelhorn 7 ·       | Hans Henker                  | Hier wohnte Hans Henker Jg. 1904 im Widerstand/KPD verhaftet 23.8.1933 KZ Fuhlsbüttel entlassen 29.1.1934 zur Wehrmacht eingezogen tot 2.5.1943 Adujewtschina/Russland | Stolperstein für Hans Henker                  | Eintrag auf stolpersteine-hamburg.de |
| Hohe Reihe 25 ·       | Arnold Hofmann               | Hier wohnte Arnold Hofmann Jg. 1875 1942 KZ Fuhlsbüttel deportiert 1942 ermordet in Auschwitz                                                                          | Stolperstein für Arnold Hofmann               | Eintrag auf stolpersteine-hamburg.de |
| Hohe Reihe 25 ·       | Charlotte Hofmann geb. Brüll | Hier wohnte Charlotte Hofmann geb. Brüll Jg. 1874 deportiert 1942 ermordet in Auschwitz                                                                                | Stolperstein für Charlotte Hofmann geb. Brüll | Eintrag auf stolpersteine-hamburg.de |
| Hohe Reihe 25 ·       | Ilonka Hofmann               | Hier wohnte Ilonka Hofmann Jg. 1937 deportiert 1942 ermordet in Auschwitz                                                                                              | Stolperstein für Ilonka Hofmann               | Eintrag auf stolpersteine-hamburg.de |
| Hohe Reihe 25 ·       | Anna Hofmann                 | Hier wohnte Anna Hofmann Jg. 1905 deportiert 1942 ermordet in Auschwitz                                                                                                | Stolperstein für Anna Hofmann                 | Eintrag auf stolpersteine-hamburg.de |
| Saseler Mühlenweg 6 · | Friedrich Kreye              | Hier wohnte Friedrich Kreye Jg. 1908 im Widerstand/SPD verhaftet Zuchthaus Fuhlsbüttel entlassen 1940 1942 ‚Strafbataillon 999‘ Gefangenschaft Marokko tot 28.11.1943  | Stolperstein für Friedrich Kreye              | Eintrag auf stolpersteine-hamburg.de |
| Waldweg 52 ·          | Rudolf Nürnberg              | Hier wohnte Rudolf Nürnberg Jg. 1875 verhaftet 1939 Fuhlsbüttel Flucht in den Tod 18.4.1939                                                                            | Stolperstein für Rudolf Nürnberg              | Eintrag auf stolpersteine-hamburg.de |